# 然娜·涅姆佐娃
然娜·鲍里索芙娜·涅姆佐娃（羅馬化：Zhanna Borisovna Nemtsova；1984年3月26日—），俄罗斯记者和社会活动家，鲍里斯·涅姆佐夫女儿。涅姆佐娃曾在莫斯科迴聲工作。2015年8月，涅姆佐娃开始擔任德国之声駐俄罗斯记者。